# Jerzy Widzyk
Jerzy Jacek Widzyk (ur. 25 kwietnia 1959 w Żywcu) – polski polityk, samorządowiec, poseł na Sejm III kadencji, minister-członek Rady Ministrów i minister transportu i gospodarki morskiej w rządzie Jerzego Buzka.

## Życiorys
Ukończył w 1984 studia na Wydziale Elektrotechniki, Automatyki i Elektroniki Akademii Górniczo-Hutniczej. Od 1992 do 1997 był burmistrzem Żywca. W latach 1997–2001 sprawował mandat posła III kadencji wybranego z listy Akcji Wyborczej Solidarność (działał w Ruchu Społecznym AWS). Bez powodzenia ubiegał się o reelekcję.
W rządzie Jerzego Buzka sprawował kolejno funkcje: ministra bez teki i pełnomocnika rządu ds. usuwania skutków powodzi (od 31 października 1997 do 26 marca 1999), szefa Kancelarii Prezesa Rady Ministrów (od 26 marca 1999 do 12 czerwca 2000) oraz ministra transportu i gospodarki morskiej (od 12 czerwca 2000 do 19 października 2001). W styczniu 2003 został doradcą prezydenta Łodzi Jerzego Kropiwnickiego ds. infrastruktury.
W wyborach parlamentarnych w 2005 bezskutecznie startował do Senatu jako kandydat niezależny w okręgu bielskim.

## Odznaczenia i wyróżnienia
Odznaczony Krzyżem Kawalerskim Orderu Odrodzenia Polski (2015) oraz Medalem za Ofiarność i Odwagę (1997).
Został honorowym obywatelem Opola.